# Screen

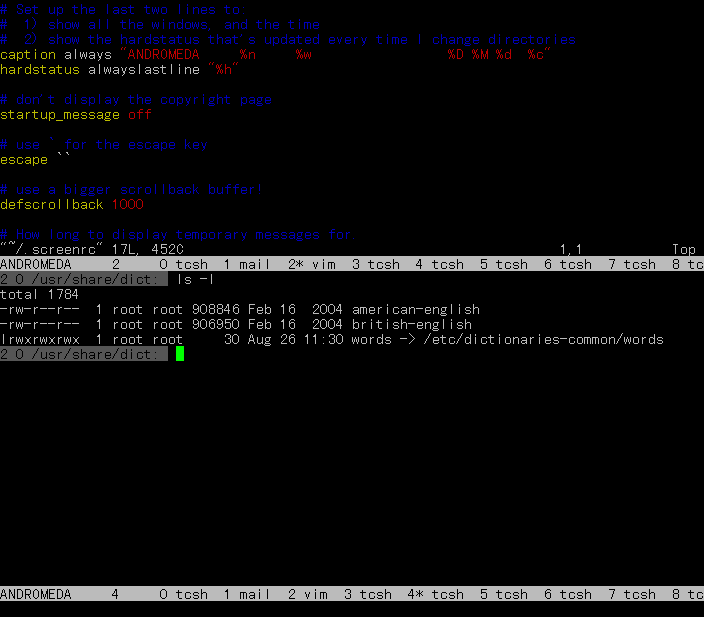

GNU Screen är ett program som möjliggör, dels, för en terminal att hantera flera processer samtidigt i Unix och liknande system, och även att fortsätta körningar efter att skalet dödats och sedan återuppta dem från ett annat skal senare. Med hjälp av denna funktionalitet går det att, exempelvis, ansluta till en server över SSH, starta en IRC-klient i screen och sedan koppla ner från servern, utan att koppla ifrån IRC-servern. 
Terminalen skapar en screen-process, och screen-processen skapar i sin tur barnprocesser för de program användaren vill köra. Alla processer visas inte nödvändigtvis samtidigt men användaren kan byta mellan de olika "fönstren" med tangentsekvenser. Screen använder vanligtvis Ctrl+A som en så kallad escape key, varvid nästa efterföljande inmatning tolkas av screen som ett kommando riktat mot sig, och inte till den hanterade applikationen. 